# Deutsche Schiedsgerichtsbarkeit für Erbstreitigkeiten
Die Deutsche Schiedsgerichtsbarkeit für Erbstreitigkeiten (DSE e. V.) wurde im Jahre 1998 auf Initiative der Deutschen Vereinigung für Erbrecht und Vermögensnachfolge e.V. unter Federführung des damaligen Vorsitzenden Richters am Landgericht Stuttgart, Walter Krug, und Notariatsdirektor a. D. Heinrich Nieder, Bretten, gegründet.
Der Verein bietet Geschäftsstellen, Musterklauseln, Schiedsregeln und ein Verzeichnis von Schiedsrichtern für Erbstreitigkeiten an. Durch das Fehlen eines Instanzenzugs im Schiedsverfahren und durch den Einsatz von Erbrechtsspezialisten als Schiedsrichter sollen Erbauseinandersetzungen in ihren wirtschaftlichen Auswirkungen und zeitlichen Belastungen abgemildert werden.
Der Verein unterhält Geschäftsstellen in einigen Landgerichtsbezirken in allen deutschen Bundesländern. Die Verwaltung befindet sich in Angelbachtal bei Heidelberg.